# Autorail Lorraine
Un autorail Lorraine est un autorail à bogies et à motorisation Diesel construit par l'entreprise Lorraine-Dietrich. Un total de sept engins a été commandé par l'Administration des chemins de fer de l'État et la Compagnie des chemins de fer de l'Est. Ils sont livrés entre 1935 et 1937. Les autorails de l'Est sont vendus à l'État en 1937.
Tous ces autorails sont intégrés aux effectifs de la Société nationale des chemins de fer français (SNCF) à la création de la compagnie en 1938. Après une courte carrière dans l'Ouest de la France, les engins sont radiés entre 1948 et 1954. Aucun de ces autorails n'a été préservé.

## Commande
La Société lorraine des anciens établissements de Dietrich et Compagnie de Lunéville (aussi connue sous le nom Lorraine-Dietrich) est issue de la scission de l'usine lorraine du groupe De Dietrich en 1905. Elle fabrique pour le compte des grands réseaux de nombreuses séries de wagons et de voitures. La mise au point d'un puissant moteur Diesel permet à l'entreprise de proposer à l'Administration des chemins de fer de l'État et à la Compagnie des chemins de fer de l'Est un modèle d'autorail à bogies.
Sept autorails sont commandés par les deux compagnies. Le 23 février 1935, l'État commande un premier engin au prix de 748 000 francs puis deux unités supplémentaires le 11 octobre 1935 au prix unitaire de 725 000 francs. L'Est achète quatre autorails en avril 1935 au prix unitaire de 725 000 francs. Les unités de l'État sont réceptionnées respectivement le 24 décembre 1935, le 28 décembre 1936 et le 20 janvier 1937 avec quelques mois de retard. Les engins de l'Est sont livrés entre 1936 et 1937 mais ils sont revendus à l'État dès avril 1937.
Une marche de présentation est organisée le 14 décembre 1935 entre Paris-Saint-Lazare et Mantes-la-Jolie,. La marche est réalisée avec une vitesse moyenne de 107 km/h avec des points à 130 km/h et le parcours de 57 km est couvert en 32 min.
Les autorails de l'État sont numérotés ZZy 24901 à 24903 tandis que l'Est immatricule ses engins ZZ ABsCEty 60151 à 60154. Après leur rachat, les unités ex-Est sont renumérotées ZZy 24904 à 24907.

## Description et caractéristiques
L'autorail mesure 22,520 m de long hors tampons. La caisse de profil aérodynamique et le châssis constituent un ensemble solidaire formant une poutre caisson. Les longrines, longerons et traverses sont en tôles pliées et en profilés d'acier assemblés par soudage électrique,. Les parois extérieures sont aussi en acier et renferment une isolation thermique et acoustique. Les parois intérieures sont en contreplaqué sur une unité et en acier pour le reste de la série ; le pavillon est couvert par des panneaux en alliage d'aluminium. L'ensemble repose sur deux bogies à deux essieux dont l'empattement fait 3,5 m et pèse 28,5 t à vide et 34,5 t en charge. Les roues mesurent 850 mm de diamètre,. Avec deux postes de conduite, l'autorail est réversible.
La motorisation de l'autorail fait appel à deux moteurs Diesel Lorraine-Barbaroux type 46 DC 6 G à six cylindres directement montés sur les bogies. Ils délivrent chacun une puissance de 130 ch à 1 600 tr/min soit 260 ch au total. Après Guerre, de nouveaux moteurs Saurer BDXS à six cylindres sont installés à la place des moteurs d'origine. Ils fournissent chacun 160 ch à 1 500 tr/min. Les radiateurs de refroidissement à eau sont placés à l'avant et à l'arrière de l'autorail ; l'emblème à croix de Lorraine de Lorraine-Dietrich y est mis en avant. L'effort des moteurs est transmis via une boîte de vitesses Wilson à cinq rapports fabriquée par Breda ou par Daimler-Benz,. Le sens de marche est commandé par un inverseur de marche à couple conique lié par un pont-démultiplicateur à l'essieu moteur de chaque bogie. Le freinage fait appel à un frein automatique Westinghouse offrant de bonnes capacités d'arrêt, complété par un frein de secours agissant sur la timonerie des bogies,.
Les unités de l'État et de l'Est diffèrent principalement par leur aménagement intérieur. Les autorails de l'État offrent une capacité de cinquante places assises complétées par dix strapontins. Un cabinet de toilettes est installé à côté du frougon à bagage qui dispose de 7 m2 de surface utile. Les engins de l'Est disposent d'un fourgon de 9 m2 et de deux compartiments voyageurs : un compartiment mixte de première et deuxième classes de seize places assises et un compartiment de troisième classe de trente-deux places assises, complétés par un petit compartiment postal et un WC.
Les autorails de l'État adoptent une livrée bicolore rouge rubis et gris perle tandis que les engins de l'Est arborent une décoration avec bas de caisse rouge et haut de caisse crème.

## Services effectués

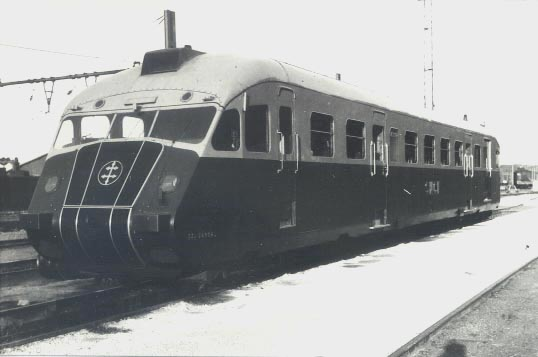
Autorail Lorraine SNCF.

Le premier autorail de l'État entre en service commercial le 24 décembre 1935, dix jours après avoir été présenté sur le parcours de Paris-Saint-Lazare à Mantes-la-Jolie. Les trois autorails qui sont réceptionnés entre 1935 et 1937 sont répartis sur les dépôts du Mans et de Caen. Un autorail est muté en mai 1937 au dépôt de Versailles-Matelots. Les unités du Mans sont utilisées pour la desserte de la ligne du Mans à Chartres via Nogent-le-Rotrou et La Loupe.
L'Est attribue ses quatre autorails au centre de Langres. Réceptionnés entre 1936 et 1937, ils sont très vite revendus à l'État en avril 1937 et sont attribués au dépôt de Versailles-Matelots. Durant l'hiver 1937-1938, pour pallier le retard de livraison des automotrices Z 3700 et Z 3800, deux engins sont détachés à Chartres pour les navettes vers Rambouillet,. Les autres unités parcourent les missions de banlieue de Versailles-Chantiers à Dreux et à Mantes. En 1938, tous les autorails sont intégrés aux effectifs de la SNCF nouvellement crée, sous la numérotation ZZ L 1001 à 1007.
Après la Seconde Guerre mondiale, les sept unités sont affectées à Saintes après avoir été garées à Montrouge-Châtillon durant le conflit. Ils sont réimmatriculés X L 1001 à 1007 en 1948. Deux autorails sont radiés entre 1948 et 1949. Les engins restants sont affectés aux relations express et omnibus entre La Rochelle et Bordeaux et entre Angoulême et Royan. Le reste de la série est finalement radié entre 1952 et 1954 à cause des coûts de maintenance élevés et de la volonté de la SNCF de se séparer de ses séries régionales d'autorails.

## Modélisme
L'autorail Lorraine a été reproduit artisanalement en HO par Apocopa. Une reproduction statique à la même échelle a été intégrée à la collection Michelines et autorails des éditions Atlas en livrée Est.